# Juzet-d'Izaut
Juzet-d'Izaut is een gemeente in het Franse departement Haute-Garonne (regio Occitanie) en telt 193 inwoners (1999). De plaats maakt deel uit van het arrondissement Saint-Gaudens.

## Geografie
De oppervlakte van Juzet-d'Izaut bedraagt 15,5 km², de bevolkingsdichtheid is 12,5 inwoners per km².
De onderstaande kaart toont de ligging van Juzet-d'Izaut met de belangrijkste infrastructuur en aangrenzende gemeenten.

## Demografie
Onderstaande figuur toont het verloop van het inwonertal (bron: INSEE-tellingen).